# グラダーラ
グラダーラ（伊: Gradara）は、イタリア共和国マルケ州ペーザロ・エ・ウルビーノ県にある、人口約4,900人の基礎自治体（コムーネ）。

## 名称
ロマーニャ方言では「Gradèra」。

## 地理

### 位置・広がり
ペーザロ・エ・ウルビーノ県のコムーネ。マルキジャーノ＝ロマニョーラ海岸の内陸部にあり、海からは少し離れている。ウルビーノから北北東へ26km、ペーザロから西北西へ12kmの距離にある。
歴史的に知られているマラテスタ家の城塞のある丘陵があり、イタリアでも保存状態の良い中世建築である城塞都市である。

#### 隣接コムーネ
隣接するコムーネは以下の通り。括弧内のRNはリミニ県所属を示す。
- カットーリカ (RN)
- ガビッチェ・マーレ
- ペーザロ
- サン・ジョヴァンニ・イン・マリニャーノ (RN)
- タヴッリア

### 気候分類・地震分類
グラダーラにおけるイタリアの気候分類 (it) および度日は、zona E, 2186 GGである。
また、イタリアの地震リスク階級 (it) では、zona 2 (sismicità media) に分類される。

## 歴史
グラダーラの歴史はその城が深く関係している。

## 行政

### 分離集落
グラダーラには、以下の分離集落（フラツィオーネ）がある。
- Santo Stefano, Fanano Alto, Fanano Basso, Granarola, Pievevecchia

## 文化・観光
「イタリアの最も美しい村」クラブ加盟コムーネである。

### 名所
- グラダーラ城